# پم‌رو
پم‌رو شهری در کشور کامبوج است که جزو تقسیمات اداری پری‌ونگ محسوب می‌شود و جمعیت آن براساس سرشماری سال ۱۹۹۸ میلادی ۲۰٫۴۴۰ نفر بوده که در سال ۲۰۰۵ میلادی به ۲۲٫۵۶۵ نفر افزایش یافته‌است.